# 董一兵
董一兵（1963年1月—），中华人民共和国政治人物，生于山西省闻喜县。

## 生平
1981年9月，董一兵进入山西师范学院（今山西师范大学）数学系数学专业学习。期间，他在1985年1月加入中国共产党。1985年7月，他毕业留校工作，在山西师范大学数学系担任干事。1987年12月，他升为数学系办公室副主任。1989年2月，他升任数学系办公室主任。
1989年4月，董一兵离开学校，进入政界，到中共运城市委组织部任正科级干部。当时运城为县级市。1990年8月，他升为中国共青团运城市委书记。1992年8月，他晋升中国共青团运城地委副书记。1997年7月，升为中国共青团运城地委书记。期间，他自1996年4月至1998年3月参加了中国社科院研究生院农业经济专业课程班。
1998年5月，董一兵出任中共稷山县委副书记、县长。2001年2月，任中共夏县县委书记。2004年6月，他升任运城市副市长。2009年8月，任中共运城市委常委、秘书长。期间，他自2009年3月至2010年3月在新加坡南洋理工大学攻读公共管理硕士，获得学位。
2011年7月，董一兵由运城市转往朔州市，任中共朔州市委常委、组织部部长。
2013年4月，他被调往忻州市，出任中共忻州市委常委，次月担任忻州市政府党组副书记、副市长。
2015年11月，他被派往阳泉市，出任中共阳泉市委副书记，副市长、代市长。2016年3月，任中共阳泉市委副书记、市长。2017年12月，董一兵被任命为山西省环境保护厅党组书记。2018年1月，他辞去了阳泉市市长一职，省委亦免去其在阳泉市的党职。2018年2月任山西省环境保护厅厅长。同年10月，山西省环境保护厅改组为山西省生态环境厅，董一兵继续任厅长。
2019年4月，董一兵出任中共临汾市委副书记、代市长。4月19日的临汾市人民代表大会上，他正式当选市长。2020年1月9日，他接替岳普煜出任中共临汾市委书记。2021年3月27日，董一兵卸任中共临汾市委书记。同年4月，出任山西省委全面依法治省委员会办公室副主任，山西省司法厅党委书记、厅长，省监狱管理局第一政委。
2023年1月，任山西省政协人口资源环境委员会主任。